# Rajcsihinszk
Rajcsihinszk  (oroszul: Райчихинск) város Oroszország ázsiai részén, az Amuri területen. A térség szénbányászatának központja, 2019 tavaszán ünnepelte fennállásának 75. évfordulóját. Népessége: 20 534 fő (a 2010. évi népszámláláskor).

## Elhelyezkedése
Blagovescsenszk területi székhelytől 165 km-re keletre, a Zeja–Bureja-síkság délkeleti részén helyezkedik el. A transzszibériai vasútvonal Bureja állomásától nyugat felé kiinduló szárnyvonal végpontja. Országút köti össze Blagovescsenszkkel.

## Története, gazdasága
A város az Amuri terület szénbányászatának központja. A kitermelt barnaszénnel működik nemcsak a város, hanem Bagovescsenszk hőrőműve is.
A Rajcsiha és a Kivda folyók medencéjének barnaszén lelőhelyeit a 19. század végétől ismerték. Az 1918-ban keletkezett kis Duhovka falu mellett a széntermelés 1932-ben kezdődött. Két évvel később Bureja vasútállomástól ipari vágányt fektettek le, és a faluból Rajcsihinszk néven munkástelepülés alakult, mely a közeli folyóról kapta nevét. 1944-ben lett város. A szénbányászat, a Szovjetunióban akkor még alig alkalmazott külszíni fejtés gyorsan fellendült, és azzal szoros kapcsolatban fejlődött a város. Vonzáskörzetében: Progressz, Sirokij, Novorajcsihinszk településeken több iparvállalat létesült (üveggyár, bányaggépjavító üzem, aszfaltüzem, vasbetonelem gyár, stb.). Később ezeket a településeket is a városhoz csatolták.
A piacgazdaságra átmenet és sorozatos helyi botrányok után, a 2000-es évek elején a bányatársaság csődbe jutott, 2004-ben tulajdonost cserélt. Később a szénbányászat ismét fellendült, a kimerült szénmező helyett újakat nyitottak. A város gazdasági életében meghatározó maradt a bányatársaság (Amurszkij Ugol).